# شركة المرعبين المحدودة
شركة المرعبين المحدودة (بالإنجليزية: Monsters, Inc)‏ هو فيلم كوميدي أمريكي مُحرك حاسوبياً صدر عام 2001، من إنتاج بيكسار انيميشن ستوديوز وتوزيع والت ديزني بيكتشرز. شارك في أداء الأصوات كلٌ من جون غودمان وبيلي كريستال وستيف بوشيمي وجيمس كوبورن وجنيفر تيلي. أخرج الفيلم بيتي دوكتر في أول عمل له كمخرج، وقام بالإنتاج التنفيذي جون لاسيتر وأندرو ستانتون. وتمت دبلجته باللهجه المصريه بمشاركه كلٌ من ماجد الكدواني وسامي مغاوري ومحمد هنيدي وحنان ترك وثريا ابراهيم. يركز الفيلم على وحشين - جيمس ب. سوليفان «سولي» وشريكه ذو العين الواحدة وصديقه المقرب مايك وازوفسكي - وهما يعملان في مصنع شركة المرعبين المحدودة لإنتاج الطاقة، والذي يولد الطاقة عن طريق تخويف أطفال البشر. يعتقد الوحوش ان الأطفال سامون، ومع ذلك، عندما تتسلل طفلة إلى المصنع، يحاول سولي ومايك إعادتها إلى منزلها قبل فوات الأوان.
بدأ دوكتر في تطوير الفيلم عام 1996، وكتب القصة مع جيل كالتون وجيف بيدجون ورالف إغلستون. كتب أندرو ستانتون السيناريو مع كاتب السيناريو ادن جيرسون. مرت الشخصيات بالعديد من التجسيدات خلال عملية إنتاج الفيلم التي استمرت خمس سنوات. وجد الفريق الفني ورسامي الرسوم المتحركة طرقًا جديدة لعرض الفراء والقماش بشكل واقعي للفيلم. ألف راندي نيومان موسيقى الفيلم، وهو رابع فيلم من أفلام بيكسار يقوم راندي بتأليف موسيقاه.
أشاد النقاد بفيلم شركة المرعبين المحدودة، واثبت نجاحه في شباك التذاكر منذ إطلاقه في 2 نوفمبر 2001 إذ حقق أكثر من 577 مليون دولاراً أمريكي في جميع أنحاء العالم ليصبح ثالث أعلى فيلم إيراداً عام 2001. حصل الفيلم على جائزة الأوسكار لأفضل أغنية اصلية عن أغنية "If I Didn't Have You"، كما رُشح لجائزة أفضل فيلم رسوم متحركة، لكنه خسر أمام فيلم شريك من إنتاج شركة دريم ووركس أنيميشن. كما رشح أيضًا لأفضل موسيقى تصويرية وأفضل مونتاج صوتي. شهد الفيلم إعادة إصدار ثلاثي الأبعاد في دور العرض في 19 ديسمبر 2012. في 21 يونيو 2013 صدرت بادئة للفيلم بعنوان جامعة المرعبين من إخراج دان سكانلون. سوف يتم إطلاق مسلسل ويب بعنوان المرعبين في العمل على ديزني+ في أوائل عام 2021.

## أحداث الفيلم
تدور أحداث الفيلم عن مدينة للوحوش. شركة المرعبين المحدودة هي شركة توليد الطاقة للمدينة، والتي تستعمل كمصدر للطاقة صراخ الأطفال، لهذا يحاولون تخويفهم. وفي محاولة أحد الموظفين (راندل) بالاتفاق مع مدير الشركة أبو عنكبوت لتوفير الطاقة والتي أصبحت الشركة تعانى من قلتها بسبب عدم خوف الأطفال من المخوفاتيه يقوم هذا الموظف باختراع جهاز مهمته أن يأخذ الصراخ من الأطفال بالقوة. يكتشف شلبى سلوفان عن وجود باب بعد ساعات العمل، ومن هذا الباب تدخل طفله إلى مدينة المرعبين. وهنا تبدأ الأحداث حيث يسعى شلبى سلوفان وماردوشوشنى إلى إعادة الطفلة إلى بيتها في ظل مطاردة من اندل للقبض على الطفلة وتجربة الجهاز عليها. أثناء هذه المطاردة يكتشفون ان مدير الشركة أبو عنكبوت مشترك في هذه الجريمة. وبعد عدة أحداث يتم القبض على أبو عنكبوت ويتم نفى اندل إلى عالم البشر. كما يكتشفون مصدر جديد للطاقة بدلا من تخويف وهو الضحك. ويستلم شلبى سلوفان إدارة الشركة والتي تعود للنمو من جديد.

## مؤدو الأصوات
- جون غودمان بدور جيمس بي «سولي» سوليفان، وهو غول أزرق ضخم مع قرون وذيل وبقع ارجوانية. على الرغم من أنه بارع في تخوف الأطفال، إلا أنه عملاق لطيف بطبيعته. في بداية الفيلم، كان «أفضل مرعب» في شركة المرعبية المحدودة لعدة أشهر متتالية.
- بيلي كريستال بدور مايكل «مايك» وازوفسكي، وحش أخضر ذو جسم قصير ومستدير، يمتلك مقلة عين واحدة كبيرة وأطراف نحيفة. هو مشغل المحطة التي يعمل بها سولي ومدرب في طابق الرعب، هو وسولي صديقان مقربان ورفيقا سكن. انه جذاب والأكثر تنظيماً بين الاثنين، لكنه عرضة للعصبية ويضله أحياناً غروره. يواعد «سيليا ماي».
- ماري جيبس بدور «بو»، وهي فتاة بشرية تبلغ من العمر عامين[7][8][9] لا تخاف أي وحش باستثناء «راندال»، المرعب الذي تم تخصيصه لبابها. إنها تعتقد أن سولي قطة كبيرة وتشير إليه بـ «كيتي». في الفيلم، حملت إحدى رسوم بو اسم «ماري». الكتاب المبني على قصة الفيلم يعطي اسم بو «الحقيقي» وهو «ماري جيبس»، وهو اسم مؤدية صوتها، وهي أيضاً ابنة «روب» أحد فناني قصة الفيلم.[10]
- ستيف بوشيمي بدور «راندال بوغز»، هو وحش بشكل سحلية، أرجواني اللون وله ثماني أرجل، يتمتع بقدرة تشبه الحرباء على تغيير لون بشرته والاندماج تمامًا مع محيطه. إنه شخصية شريرة ومحتالة يجعل نفسه منافسًا لسولي ومايك في تجميع صرخات الأطفال.
- جيمس كوبورن بدور «هنري جيه ووترنوز الثالث»، وهو وحش مفصلي بخمس عيون وجسم يشبه السلطعون. وهو الرئيس التنفيذي لشركة المرعبين المحدودة. وهي وظيفة توارثتها عائلته عى مدى ثلاثة أجيال. يعمل كمرشد لسولي، ولديه ثقة كبيرة به كمرعب.
- جنيفر تيلي بدور «سيليا ماي»، وهي وحش شبيهة بمخلوق الغورغون، ذات عين واحدة وسيقان شبيه بالمجسات. تعمل كموظفة استقبال في شركة المرعبين المحدودة، وصديقة مايك.
- بوب بيترسون بدور «روز»، وهي وحش تشبه البزاقة، ذات صوت خشن. تدير «طابق الرعب اف» حيث يعمل سولي ومايك وراندال. في نهاية الفيلم تم الكشف عن أن روز هي «العميل رقم 1» في وكالة كشف الأطفال، وكانت تعمل متخفية في شركة المرعبين المحدودة لمدة عامين ونصف.
- جون راتزنبرجر بدور «يتي»،[11] غول جبال الهملايا، الملقب بالرجل الثلجي البغيض،[12] وهو وحش أبيض ذو فرو، نُفي إلى جبال الهملايا. كان مستوحى من شخصية «رجل الثلج البغيض» التي ظهرت في البرنامج الرسوم المتحركة التلفزيوني «رودولف حيوان الرنة ذو الأنف الأحمر» من إنتاج شركة رانكين/باس.[13]
- فرانك أوز بدور «جيف فونجوس»، مساعد راندال ذو الثلاثة عيون والبشرة الحمراء.
- دان جيرسون بدور «نيدلمان وسميتي»، وهما وحشان أخرقان لهما أصوات متصدعة يعملان كعمال نظافة ويقومان بتشغيل آلة اتلاف الابواب عند الحاجة.
- ستيف سسكيند بدور «جيري سلوجوورث»، وحش أحمر ذو سبعة أصابع يدير «طابق الرعب أف» وهو صديق جيد لـ«واترنوز».
- بوني هنت بدور «السيدة فلينت»، وهي وحش تدرب الوحوش الجديدة لتخويف الأطفال.
- جيف بيدجون بدور «ثاديوس» بلغم«بايل»، متدرب تخويف لصالح شركة المرعبين المحدودة.
- صموئيل لورد بلاك بدور «جورج ساندرسون»، وحش بدين ذو فرو برتقالي مع قرن وحيد فوق رأسه. إنه صديق مقرب مع بيت «كلوز» وارد.
- لارين نيومان بدور «السيدة نسبيت»، معلمة الرعاية النهارية لشركة المرعبين المحدودة. ذُكر اسمها لاحقًا في قصص «مصنع الضحك» المصورة.

## الإصدار
عرض الفيلم لأول مرة في 28 أكتوبر 2001، في مسرح إل كابيتان في هوليوود، كاليفورنيا. وصدر في دور العرض بتاريخ 2 نوفمبر 2001 في الولايات المتحدة، وبتاريخ 26 ديسمبر 2001 في أستراليا، و8 فبراير 2002 في المملكة المتحدة. كان الإصدار السينمائي للفيلم في دور العرض مصحوباً بفيلم الرسوم المتحركة القصير من إنتاج بيكسار «من أجل الطيور» (For the Birds).
بعد نجاح إعادة الإصدار ثلاثي الأبعاد لفيلم «الأسد الملك»، أعادت ديزني وبيكسار إصدار «شركة المرعبين المحدودة» بصورة ثلاثية الأبعاد في 19 ديسمبر 2012.

### وسائط العرض المنزلية
صدر «شركة المرعبين المحدودة» على اقراص في إتش إس ودي في دي بتاريخ 17سبتمبر 2002. تم إصداره بعد ذلك على قرص بلو راي في 10 نوفمبر 2009، وعلى قرص بلور راي ثلاثي الابعاد في 19 فبراير 2013. في 3 مارس 2020، صدر الفيلم على قرص بلو راي فائق الدقة 4k.

## الإنتاج

### التطوير

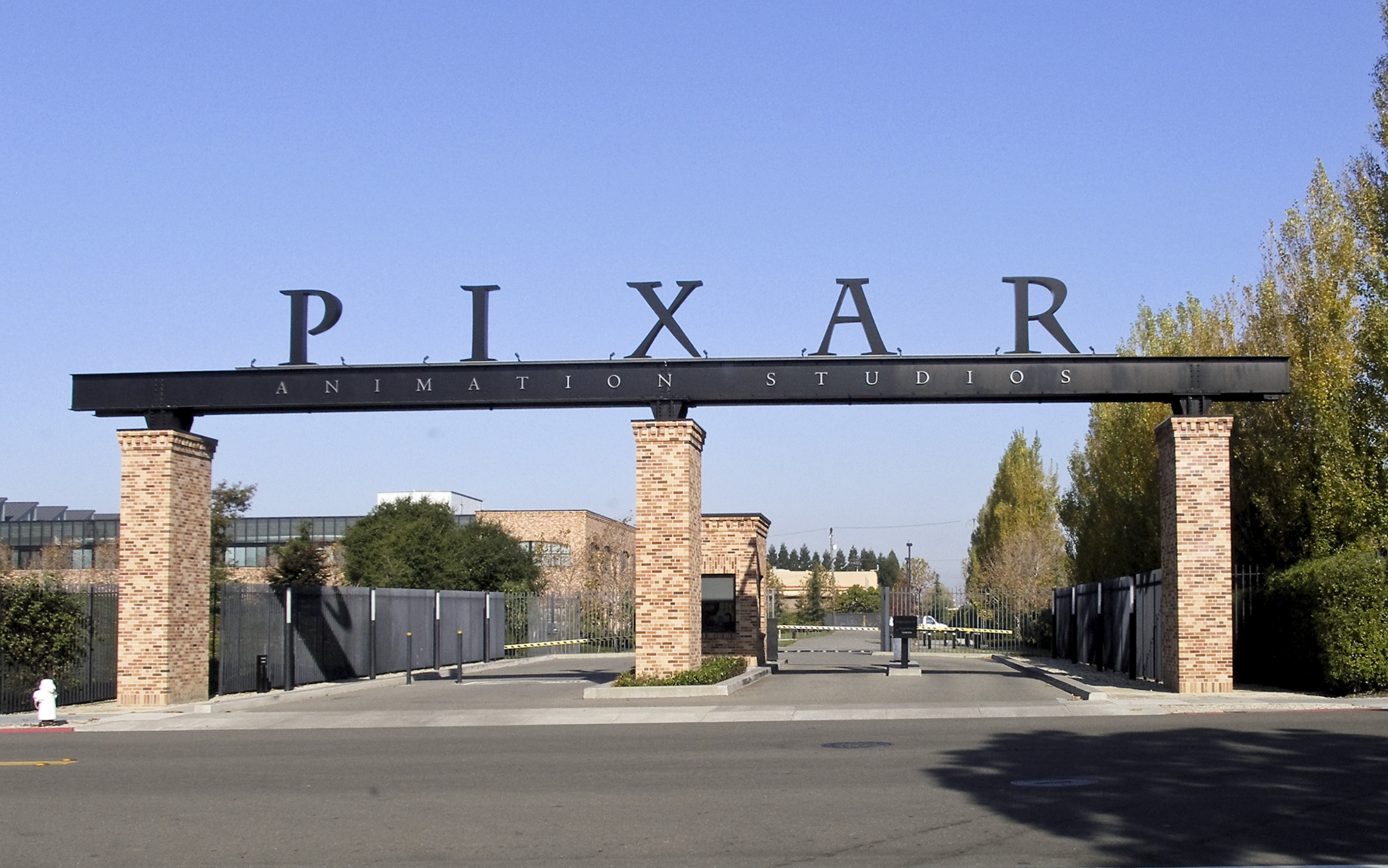
عند بدء إنتاج فيلم شركة المرعبين المحدودة بشكل جدي في عام 2000، انتقلت بيكسار إلى مبنى أكبر في إميريفيلي، كاليفورنيا.

بدأت فكرة إنشاء «شركة المرعبين المحدودة» في عام 1994 في مأدبة غداء حضرها جون لاسيتر وبيتي دوكتر وأندرو ستانتون وجوي رانفت أثناء إنتاج فيلم حكاية لعبة. كانت إحدى الأفكار التي خرجت من جلسة تبادل الأفكار فيلماً عن الوحوش. قال دوكتر: «عندما كنا نصنع حكاية لعبة، جاء الجميع إليّ وقالوا: مرحباً، كنت أؤمن تماماً أن ألعابي أصبحت حية عندما غادرت الغرفة.» لذلك عندما طلبت منا ديزني عمل المزيد من الأفلام، أردت الاستفادة من فكرة طفولية مشابهة لتلك. كنت أعتقد أن الوحوش تخرج من خزانتي عندما كنت طفلاً، فقلت «لنصنع فيلما عن الوحوش».
في عام 1996 وبينما ركز آخرون على أفلام حياة حشرة (1998) وحكاية لعبة 2 (1999). بدأ دوكتر العمل على الفيلم الذي سيصبح فيما بعد «شركة المرعبين المحدودة». كان أسمه الرمزي «المدينة المخفية» والذي سمي على اسم مطعم دوكتر المفضل في حي بوينت ريتشموند، كاليفورنيا. بحلول أوائل فبراير 1997، صاغ دوكتر مضمون الفيلم مع هارلي جيساب وجيل كالتون وجيف بيدجون والذي كان يحمل بعض التشابه مع الفيلم النهائي. عرض دوكتر القصة على ديزني مع بعض الرسوم الأولية في 4 فبراير من ذلك العام. غادر هو وفريق قصته مع بعض الاقتراحات وعادة لتقديم نسخة مصقولة من القصة في 30 مايو. في هذا الاجتماع، رسام الرسوم المتحركة المخضرم من ديزني جو غرانت - الذي امتد عمله إلى فيلم بياض الثلج والأقزام السبعة (1937) - اقترح عنوان "Monsters, Inc." (شركة المرعبين المحدودة) وهو تلاعب على عنوان فيلم العصابات «شركة القتل المحدودة» (Murder, Inc.)، والذي أعتمد كالأسم النهائي للفيلم. يُعد فيلم شركة المرعبين المحدودة أول فيلم لبيكسار لا يتم إخراجه من قبل جون لاسيتر بدلاً من ذلك قام بإخراجهة دوكتر، بالإضافة إلى لي أونكريتش وديفيد سيلفرمان الذين عملوا كمخرجين مشاركين.

## الإستقبال

### شباك التذاكر
تصدر فيلم شركة المرعبين المحدودة المركز الأول في شباك التذاكر في عطلة نهائية الأسبوع الافتتاحية، حيث حقق 62,577,067 دولار أمريكي في أمريكا الشمالية وحدها خلال هذا الاسبوع. حقق الفيلم انخفاضاً طفيفاً بنسبة 27.2% خلال عطلة نهاية الأسبوع الثانية، حيث حقق 45,551,028 دولار أمريكي. في عطلة نهاية الأسبوع الثالث شهد الفيلم انخفاضاً أكبر بنسبة 50.1%، ليحتل المرتبة الثانية بعد فيلم هاري بوتر وحجر الفلاسفة. ومع ذلك كانت هناك زيادة بنسبة 5.9% في عطلة نهاية الأسبوع الرابع، حيث حقق 24,055,001 دولار أمريكي، ليصبح مجموع الإيرادات الكلي أكثر من 525 مليون دولار أمريكي. اعتباراً من مايو 2013، كانت هذه ثامن أكبر عطلة نهاية اسبوع رابع لفيلم على الإطلاق.
حقق الفيلم 289,916,256 دولار أمريكي في أمريكيا الشمالية، و287,509,478 دولار أمريكي في باقي المناطق، ليصل الإجمال العالمي إلى 577,425,734 دولار أمريكي. الفيلم هو ثامن أعلى أفلام بيكسار إيراداً حول العالم والسادس في أمريكا الشمالية. لفترة من الوقت، تجاوز الفيلم فيلم علاء الدين (1992) باعتباره ثاني أعلى فيلم رسوم متحركة إيراداً على الإطلاق بعد فيلم الأسد الملك الصادر عام 1994.
حصل الفيلم في المملكة المتحدة وإيرلندا ومالطا على إيرادات يبغ مجموعها 37,264,502 جنيهاً أسترلينياً (53,335,579 دولار أمريكي)، ليصبح سادس أعلى فيلم رسوم متحركة إيراداً في البلاد والفيلم الثاني والثلاثين من حيث أعلى الإيرادات على الإطلاق. في اليابان، على الرغم من تحقيق الفيلم 4,471,902 دولارأمريكي خلال الاسبوع الافتتاحي والمرتبة الثانية بعد سيد الخواتم: رفقة الخاتم في عطلة نهاية الإسبوع، إلا ان الفيلم انتقل إلى المركز الأول في عطلات نهاية الأسبوع اللاحقات وسيطر لمدة ستة أسابيع على شباك التذاكر، ليحقق ما مجموعه 74,437,612 دولار أمريكي، حيث أحتل المرتبة الثالثة في عام 2001 كأعلى فيلم إيراداً وثالث أكبر فيلم رسوم رسوم متحركة أمريكي على الأطلاق في اليابان بعد حكاية لعبة 3 والبحث عن نيمو.

### الإستجابة النقدية
أعطى موقع الطماطم الفاسدة الفيلم درجة 96% بناءً على 196 مراجعة، بمتوسط تقييم بلغ 8.03 من 10. يقول الإجمال النقدي في الموقع: «يقدم فيلم شركة المرعبين المحدودة الذكي والمضحك والممتع للمشاهدة مثالاً آخر عن كيفية رفع بيكسار لمستوى الرسوم المتحركة الحديثة لجميع الأعمار». أعطى المراجعون في موقع ميتاكريتيك الفيلم 79 نقطة من أصل 100 بناءً على 35 مراجعة، مما يشير إلى أن «المراجعات إيجابية بشكل عام». وفقا لموقع سينماسكو، أعطى الجمهور الفيلم درجة "A+" نادرة، ليصبح ثاني فيلم من أفلام بيكسار يحصل على درجة "A+"، بعد حكاية لعبة 2.
كتب تشارلز تايلور من موقع صالون «إنه فيلم لطيف ومضحك في كثير من الأحيان، وقد يتفاجأ البالغون الذين يأخذون أطفالهم لمشاهدة الفيلم ذلك عندما يجدون أنفسهم يقضون وقتًا ممتعًا.» قدم إلفيس ميتشل من صحيفة نيويورك تايمز مراجعة إيجابية للفيلم، مشيداً باستخدام الفيلم «للطاقة الإبداعية»، قائلاً «لم يكن هناك فيلم منذ سنوات استخدم الطاقة الإبداعية بكفاءة مثل شركة المرعبين المحدودة». على الرغم من أن مايك كلارك من صحيفة يو إس إيه توداي يعتقد أن الكوميديا كانت في بعض الأحيان «أكثر اضطراباً من كونها ملهمة ونادرا ما تتأثر عواطف المشاهدين بأي درجة ملحوظة»، إلا أنه قيم الفيلم أيضاً على أنه «إبداعياً بصرياً مثل أسلافه من أفلام بيكسار».
أعطى النافد السينمائي جيمس بيراردينيلي من موقع «رييلفيوز» الفيلم 3 نجوم من أصل 4 وكتب أن الفيلم كان «وواحد من تلك الأفلام العائلية النادرة التي يمكن للوالدين التمتع جنبا إلى جنب مع أطفالهم». أعطى روجر إيبرت من صحيفة شيكاغو سن-تايمز الفيلم 3 من أصل 4 نجوم، واصفاً إياه بأنه «مرح ومليء بطاقة المتعة، ومثل أفلام بيكسار الأخرى، لديه امتدادت من المزح والإشارات التي تستهدف البالغين». أعطت ليزا شوارزباوم من مجلة إنترتينمنت ويكلي الفيلم درجة "B+" وأشادت بالرسوم المتحركة للفيلم.

### الجوائز والتشريحات
فاز «شركة المرعبين المحدودة». بجائرة الأوسكار لأفضل أغنية أصلية (حصل عليها راندي نيومان، بعد خمسة عشر ترشيحًا سابقًا، عن أغنية "If I Didn't Have You "). كان من أوائل أفلام الرسوم المتحركة التي تم ترشيحها لجائزة أفضل فيلم رسوم متحركة (خسر أمام شريك). رُشح أيضًا لأفضل موسيقى تصويرية (خسر أمام سيد الخواتم: رفقة الخاتم) وجائزة أفضل مونتاج صوتي (خسر أمام بيرل هاربر). في حفل توزيع جوائز اختيار الأطفال عام 2002، رُشح فيلم لجائزة «الصوت المفضل في فيلم رسوم متحركة» لبيلي كريستال (الذي خسر أمام إيدي ميرفي في فيلم شريك).
| جوائز الأكاديمية البريطانية للأفلام | جوائز الأكاديمية البريطانية للأفلام                                                   | جوائز الأكاديمية البريطانية للأفلام                     | جوائز الأكاديمية البريطانية للأفلام                                                                                        | جوائز الأكاديمية البريطانية للأفلام |
| السنة                               | الجمعية المانحة                                                                       | فئة الجائزة                                             | المُترشح (إن وجد) | النتيجة                             |
| ----------------------------------- | ------------------------------------------------------------------------------------- | ------------------------------------------------------- | --- | ----------------------------------- |
| 2002                                | جوائز الجمعية الأمريكية للملحنين والمؤلفين والناشرين للموسيقى السينمائية والتلفزيونية | جائزة الأفلام المتصدرة لشباك التذاكر لعام 2002          | راندي نيومان | فوز                                 |
| 2002                                | جائزة الأوسكار                                                                        | أفضل فيلم رسوم متحركة                                   | بيتي دوكتر وجون لاسيتر | رُشِّح                                 |
| 2002                                | جائزة الأوسكار                                                                        | أفضل موسيقى تصويرية                                     | راندي نيومان | رُشِّح                                 |
| 2002                                | جائزة الأوسكار                                                                        | أفضل أغنية أصلية (لإغنية "If I Didn't Have You")        | راندي نيومان | فوز                                 |
| 2002                                | جائزة الأوسكار                                                                        | أفضل مونتاج صوتي                                        | جاري ريدستروم ومايكل سيلفرز                                                                                                | رُشِّح                                 |
| 2002                                | أكاديمية أفلام الخيال العلمي والفنتازيا والرعب                                        | أفضل فيلم فانتازيا                                      | | رُشِّح                                 |
| 2002                                | أكاديمية أفلام الخيال العلمي والفنتازيا والرعب                                        | أفضل كتابة                                              | روبرت ل. بيرد ودانييل جيرسون                                                                                               | رُشِّح                                 |
| 2002                                | ممنتجو السينما الأمريكية                                                              | أفضل فيلم طويل ممنتج – كوميدي أو موسيقي                 | جيم ستيوارت | رُشِّح                                 |
| 2002                                | جوائز الأكاديمية البريطانية للأفلام (البافتا)                                         | جائزة البافتا للأطفال - أفضل فيلم روائي طويل            | دارلا ك.أندرسون وبيتي دوكتر وأندرو ستانتون ودانيال جيرسون                                                                  | فوز                                 |
| 2002                                | جوائز بوجي                                                                            | جائزة بوجي الفضية                                       | | فوز                                 |
| 2002                                | جائزة اختيار النقاد للأفلام                                                           | أفضل فيلم رسوم متحركة طوية                              | | رُشِّح                                 |
| 2002                                | جوائز العرض الدعائي الذهبي                                                            | أفضل فيلم رسوم متحركة/عائلي (لـ"المقطع الدعائي رقم 1")  | | فوز                                 |
| 2002                                | جوائز العرض الدعائي الذهبي                                                            | أفضل كوميديا                                            | | رُشِّح                                 |
| 2002                                | جوائز هوشي السينمائية                                                                 | أفضل فيلم بلغة أجنبية                                   | بيتي دوكتر وديفيد سيلفرمان ولي إدوارد أنريخ                                                                                | فوز                                 |
| 2002                                | جائزة هوغو                                                                            | أفضل عرض درامي                                          | | رُشِّح                                 |
| 2002                                | جائزة اختيار أطفال نكلوديون                                                           | الاداء الصوتي المفضل من فيلم رسوم متحركة                | بيلي كريستال | رُشِّح                                 |
| 2002                                | ممنتجو صوت الصورة المتحركة                                                            | أفضل مونتاج صوتي - فيلم رسوم متحركة طويل محلي وأجنبي    | غاري ريدستروم ومايكل سيلفرز وكارين ج.ويلسون وجوناثان نول وتوم مايرز وشانون ميلز وتيريزا إكتون وستيفن كيرني ولينداكاي براون | رُشِّح                                 |
| 2002                                | ممنتجو صوت الصورة المتحركة                                                            | أفضل مونتاج صوتي، موسيقي - فيلم رسوم متحركة طويل        | برونو كون | رُشِّح                                 |
| 2002                                | جمعية نقاد السينما عبر الإنترنت                                                       | أفضل فيلم رسوم متحركة طويل                              | | رُشِّح                                 |
| 2002                                | جائزة ساتالايت                                                                        | أفضل فيلم - رسوم متحركة أو وسائط مختلطة                 | | رُشِّح                                 |
| 2002                                | جوائز الموسيقى التصويرية العالمية                                                     | أفضل أغنية أصلية كتبت لفيلم (عن "If I Didn't Have You") | راندي نيومان وبيلي كريستال وجون غودمان                                                                                     | فوز                                 |
| 2002                                | جوائز الموسيقى التصويرية العالمية                                                     | أفضل موسيقى تصويرية أصلية لهذا العام - أوركسترا         | راندي نيومان | رُشِّح                                 |
| 2002                                | جوائز الموسيقى التصويرية العالمية                                                     | أفضل مؤلف موسيقى تصويرية لهذا العام                     | راندي نيومان | رُشِّح                                 |
| 2002                                | جائزة الفنان الصغير                                                                   | أفضل فيلم عائلي - رسوم متحركة                           | | رُشِّح                                 |
| 2003                                | أكاديمية أفلام الخيال العلمي والفنتازيا والرعب                                        | أفضل إطلاق لدي في دي خاص الإصدار                        | | رُشِّح                                 |
| 2003                                | جائزة آني                                                                             | إنجاز بارز في فيلم سينمائي متحرك                        | | رُشِّح                                 |
| 2003                                | جائزة آني                                                                             | الشخصية المتميزة في فيلم رسوم متحركة                    | دوغ سويتلاند | فوز                                 |
| 2003                                | جائزة آني                                                                             | الشخصية المتميزة في فيلم رسوم متحركة                    | جون كهرس | رُشِّح                                 |
| 2003                                | جائزة آني                                                                             | تصميم الشخصيات المتميز في إنتاج فيلم رسوم متحركة        | ريكي نيرفا | رُشِّح                                 |
| 2003                                | جائزة آني                                                                             | الإخراج المتميز في إنتاج فيلم رسوم متحركة               | بيتي دوكتر وديفيد سيلفرمان ولي إدوارد أنريخ                                                                                | رُشِّح                                 |
| 2003                                | جائزة آني                                                                             | الموسيقى المتميزة في إنتاج فيلم رسوم متحركة             | راندي نيومان | رُشِّح                                 |
| 2003                                | جائزة آني                                                                             | تصميم الإنتاج المتميز في إنتاج رسوم متحركة              | هارلي جيساب | رُشِّح                                 |
| 2003                                | جائزة آني                                                                             | الكتابة المتميزة في إنتاج الرسوم المتحركة               | أندرو ستانتون ودانيال جيرسون                                                                                               | رُشِّح                                 |
| 2003                                | جوائز دي في دي الحصرية                                                                | أفضل تعليق صوتي، إصدار جديد                             | بيتي دوكتر ولي إدوارد أنريخ وجون لاسيتر وأندرو ستانتون                                                                     | رُشِّح                                 |
| 2003                                | جوائز دي في دي الحصرية                                                                | أفضل تصميم للائحة                                       | جون روس | فوز                                 |
| 2003                                | جوائز دي في دي الحصرية                                                                | Best Overall New Extra Features, New Release            | جيف كورتي ومايكل بيلرين وبيتي دوكتر وبيل كيندر                                                                             | رُشِّح                                 |
| 2003                                | جائزة غرامي                                                                           | أفضل أغنية (لـ "If I Didn't Have You")                  | راندي نيومان | فوز                                 |
| 2003                                | جائزة غرامي                                                                           | أفضل ألبوم موسيقى تصويرية                               | راندي نيومان | رُشِّح                                 |
| 2003                                | جائزة ساتالايت                                                                        | أفضل DVD للشباب                                         | | فوز                                 |

## النسخة المدبلجة للعربية
شخصيات الفيلم
- شلبي سلوفان: موظف في شركة المرعبين المحدودة يقوم بدور تخويف الأطفال
- مارد وشوشني: موظف في شركة المرعبين المحدودة يقوم بدور مساعد المخوفاتي من حيث تغير أنابيب الطاقة لملئها وتغير الأبواب وغير ذلك
- بو: الطفلة التي وقعت أحداث الفيلم حولها والتي تعتبر مشكلة كل من شلبي سلوفان ومارد وشوشني
- أندل بوكس: موظف في شركة المرعبين المحدودة يخترع اله لتوفير الطاقة عبر خطف الأطفال ووضعهم امام الآلة والتي تاخذ الصراخ منهم بالقوة لتجاوز ازمة الطاقة التي بدائت تظهر في المدينة وذلك لعدم خوف الأطفال من المخوفاتيه
- أبو عنكبوت: رئيس شركة المرعبين المحدودة ويعمل في الخفاء على تطوير نظام غير شرعي للحصول على المزيد من الطاقة حتى يتجاوز ازمة الطاقة المحتمله

## أسماء مؤدو اصوات الشخصيات
| اسم الشخصية      | اسم الشخصية بالأنجليزية | مؤدي الصوت باللهجة المصرية | مؤدي الصوت الأصليّ (بالإنجليزيّة) |
| ---------------- | ----------------------- | -------------------------- | ------------------------------- |
| شلبي سلوفان      | Sulley Sullivan         | سامي مغاوري                | John Goodman                    |
| مارد وشوشني      | Mike Wazowski           | محمد هنيدي                 | Billy Crystal                   |
| بو               | Mary" Boo"              | يارا لطفي                  | Mary Gibbs                      |
| أندل بوكس        | Randall Boggs           | ناصر شاهين                 | Steve Buscemi                   |
| استاذ أبو عنكبوت | Mr. Waternoose          | مرسي الحطاب                | James Coburn                    |
| سالي             | Celia Mae               | حنان ترك                   | Jennifer Tilly                  |
| روز              | Roz                     | ثريا إبراهيم               | Bob Peterson                    |
| منفي             | yeti                    | ماجد الكدواني              | John Ratzenberger               |
| فتح الباب (فتحي) | Door                    | شريف عبدالرحمن             |                                 |
| جابر مدير الدور  | Jerry the floor manager | سيد الرومي                 | Steve Susskind                  |
| مزلقان           | Needleman               | أحمد كمال                  | Dan Gerson                      |
| انسة فيلت        | Ms. Flint               | مروة عبد الغفار            | Bonnie Hunt                     |
| شكري             | George Sanderson        | ضياء عبد الخالق            | Samuel Lord                     |

### أصوات النسخة العربية الفصحى
- ندى الحاج - سيليا
- فادي الرفاعي - جورج، ياتي
- سيلينا شويري - فيلنت
- حسن مهدي - بايل
- خالد السيد - هنري ج. واترنوز
- جورج طويل - جيمس ب. سوليفان
- عبدو حكيم - مايك وازاوسكي
- علي فتوني - المدير
- شربل أيوب - سميت
- داني بستاني - راندل بوغس
- جومانا زنجي - روز
- كارين عودة - بو (مدرجة باسم كارين يونس)
- شادي شمص - نيدلمان
- جورج أبو سلبي
- جيهان الملا
- رالين داغر
- رنا الرفاعي
- ريتشارد ياني

## البادئة
صدرت بادئة للفيلم بعنوان جامعة المرعبين في 21 يونيو 2013. قام جون غودمان وبيلي كريستال وستيف بوشيمي بإعادة تمثيل أصوات أدوارهم السابقة مثل سولي ومايك وراندال، بينما قام دان سكانلون بإخراج الفيلم. تركز حبكة هذه البادئة على دراسات سولي ومايك في جامعة المرعبين، حيث بدأوا كخصوم ولكن سرعان ما أصبحوا أصدقاء مقربين.

## الوسائط الأخرى

### المسلسلات التلفزيونية
في نوفمبر 2017، تحدث الرئيس التنفيذي لشركة ديزني، بوب إيجر، عن خطط لتطوير مسلسل تلفزيوني مشتق عن فيلم شركة المرعبين المحدودة. بحلول نوفمبر من العام التالي، تم التأكيد ان المسلسل سوف يُعرض على منصة ديزني+. في 9 أبريل 2019، أُعلن أن غودمان وكريستال وتيلي سيوف يعودون لاداء أدوار مايك وسولي وسيليا على التوالي في المسلسل. بالإضافة إلى ذلك، لن يعود راتزنبرجر لأداء صوت «يتي» فحسب، بل سيؤدي أيضاً صوت شخصية جديدة يُدعى «برنارد»، ولن يؤدي بيترسون صوت «روز» فقط، ولكنه سيؤدي أيضاً دور اخت روز التوأم التي تدعى «روزي». سيشمل أعضاء فريق العمل الإضافيون بين فيلدمان بدور الوحش تايلور توسكمون، وكيلي ماري تران بدور صديق تايلور فال ليتل، وهنري وينكلر بدور الرئيس الجديد فريتز، ولوكاس نيف بدور دنكان «السباك»، وآلانا أوباش بدور كتر، وستيفن ستانتون بدور نيدلمان وسميتي (بدلاً من دان جيرسون)، وعايشة تايلور بدور والدة تايلور ميلي. سيصدر المسلسل على منصة ديزني+ في أوائل عام 2021.

## وصلات خارجية
- شركة المرعبين المحدودة على موقع IMDb (الإنجليزية)
- شركة المرعبين المحدودة على موقع ميتاكريتيك (الإنجليزية)
- شركة المرعبين المحدودة على موقع الموسوعة البريطانية (الإنجليزية)
- شركة المرعبين المحدودة على موقع روتن توميتوز (الإنجليزية)
- شركة المرعبين المحدودة على موقع نتفليكس (الإنجليزية)
- شركة المرعبين المحدودة على موقع ألو سيني (الفرنسية)
- شركة المرعبين المحدودة على موقع Turner Classic Movies (الإنجليزية)
- شركة المرعبين المحدودة على موقع أول موفي (الإنجليزية)
- شركة المرعبين المحدودة على موقع بوكس أوفيس موجو (الإنجليزية)
- شركة المرعبين المحدودة على موقع فيلمافينيتي (الإسبانية)